# Parafia św. Józefa w Corindzie
Parafia św. Józefa w Corindzie – parafia rzymskokatolicka, należąca do archidiecezji Brisbane.
Parafia posiada kościół filialny pw. Chrystusa Króla w Graceville.
Przy parafii funkcjonuje katolicka szkoła podstawowa św. Józefa i katolicka szkoła podstawowa Chrystusa Króla.